# Haminoea elegans
Haminoea elegans är en snäckart som först beskrevs av John Edward Gray 1825.  Haminoea elegans ingår i släktet Haminoea och familjen Haminoeidae. Inga underarter finns listade i Catalogue of Life.